# Sílvia Cristina Gustavo Rocha
Sílvia Cristina Gustavo Rocha Valente, meglio nota come Silvinha (San Paolo, 14 maggio 1982), è una cestista brasiliana.
È la nipote di Roseli.

## Carriera
Con il Brasile ha disputato due edizioni dei Giochi olimpici (Atene 2004, Londra 2012), due dei Campionati mondiali (2006, 2010) e tre dei Campionati americani (2005, 2009, 2011).